# Normaliz
Normaliz ist ein freies Computeralgebrasystem, das von Winfried Bruns, Robert Koch (1998–2002), Bogdam Ichim (2007/08) und Christof Soeger (2009–2016) entwickelt wurde. Es ist unter der GNU General Public License Version 2 veröffentlicht.
Normaliz berechnet Gitterpunkte in rationalen Polyedern oder löst lineare diophantische Systeme von Ungleichungen, Gleichungen und Kongruenzen. Spezielle Aufgaben sind die Berechnung von Gitterpunkten in beschränkten rationalen Polytopen und in Hilbert-Basen von rationalen Kegeln. Normaliz berechnet auch enumerative Daten wie Multiplizitäten (Volumina) und Hilbert-Reihen. Der Kern von Normaliz ist eine Templated-C++-Klassenbibliothek. Für multivariate Polynomial-Arithmetik wird CoCoALib verwendet.
Normaliz hat Schnittstellen zu mehreren allgemeinen Computeralgebrasystemen: CoCoA, GAP, Macaulay2 und Singular. Es kann interaktiv über seine Schnittstelle PyNormaliz mit der Programmiersprache Python verwendet werden. Seine Verwendung in SageMath ist in Vorbereitung.
Jesús A. De Loera zählt Normaliz zu seinen Lieblingsprogrammen für die Berechnung der Hilbert-Basis.